# Харрі Рованпера
Харрі Рованпера (фін. Harri RovanperäHarri Rovanperä; народився 8 квітня 1966 року) — фінський автогонщик, учасник чемпіонату світу з ралі (1993-2006).
Відомий за виступами за заводські команди SEAT (у 1997-2000 роках), Peugeot (2001-2004) і Mitsubishi (2005).
Демонстрував хороші результати на етапах з гравійним і сніжним покриттям. На асфальтових ралі Рованпера не вдавалося триматися в групі лідерів, що серйозно ускладнювало його шанси у боротьбі за високі місця у чемпіонаті світу.
Протягом своєї спортивної кар'єри виступав з такими штурманами як Юха Репо і Войтто Силандер. Найбільш тривалим і плідним було його співробітництво з Рісто Пиетиляйненом.

## Кар'єра
Харрі Рованпера зацікавився ралі в 6-річному віці, а в 10 років вперше сів за кермо автомобіля. Гоночну кар'єру він почав, однак, у досить пізньому віці — у 22 роки. У 1989 році Харрі взяв участь у Jyväskylän Talviralli, що проходив в околицях його рідного міста — Ювяскюля. Виступивши в парі зі штурманом Йоуні Нярхи на автомобілі Sunbeam Avenger, Рованпера зайняв 6-те місце в молодіжному класі «B». У наступні роки Рованпера накопичував змагальний досвід, беручи участь в чемпіонаті Фінляндії.
Дебют фінського спортсмена у чемпіонаті світу з ралі відбувся в серпні 1993 року, коли він стартував на своєму домашньому етапі, ралі «Тисяча озер». Та гонка закінчилася для нього сходженням з дистанції через технічну несправність, що виникла на його Opel Manta. Через рік Рованпера виступив успішніше, привівши Mitsubishi Galant VR-4 на фініш на 12-му місці в загальному заліку і 3-му — в групі N.
Перший великий успіх прийшов до Харрі в 1995 році — керуючи автомобілем Opel Astra GSi 16V, він виграв чемпіонат Фінляндії в малій групі «a».

### Чемпіонат світу з ралі

#### 1997—2000: SEAT
Отримавши в своє розпорядження SEAT Ibiza GTi 16V, Рованпера допоміг заводській команді SEAT Sport завоювати Кубок світу з ралі серед автомобільних виробників в класі F2 (автомобілі з приводом на одну вісь і атмосферним двигуном робочим об'ємом до 2000 см³) у 1996, 1997 і 1998 роках. У сезоні-1998 він також набрав свої перші очки в WRC завдяки фінішу на 5-му місці на Ралі Сафарі. У серпні 1998 року Рованпера вивів на старт Ралі Фінляндії повнопривідну турбовану версію SEAT Córdoba категорії World Rally Car, яка прийшла на зміну моделі Ibiza.
У 1999 році фінський автогонщик провів свій перший повний сезон у світовому ралійному чемпіонаті. Він кілька разів фінішував в очковій зоні, а в заключній гонці чемпіонату — Ралі Великої Британії — вперше в кар'єрі посів призове місце, ставши третім. В цілому, перехід до вищої категорії ралійних автомобілів (World Rally Car) не дозволив команді SEAT залишатися на лідируючих позиціях — у порівнянні з суперниками модель Córdoba WRC не відрізнялася високою надійністю та конкурентоспроможністю. По закінченні сезону SEAT і Рованпера припинив регулярне співробітництво, хоча в наступному році він ще двічі виступив за іспанський гоночний колектив. Куди успішнішими стали для Харрі португальська і фінська етапи сезону-2000. Виступаючи на Toyota Corolla WRC за приватну команду Grifone, Рованпера займає відповідно 4-те і 3-те місця, демонструючи тим самим здатність практично на рівних битися з лідерами. Завдяки високим результатам Рованпера вдається підписати контракт з топ-командою Peugeot.

#### 2001—2004: Peugeot

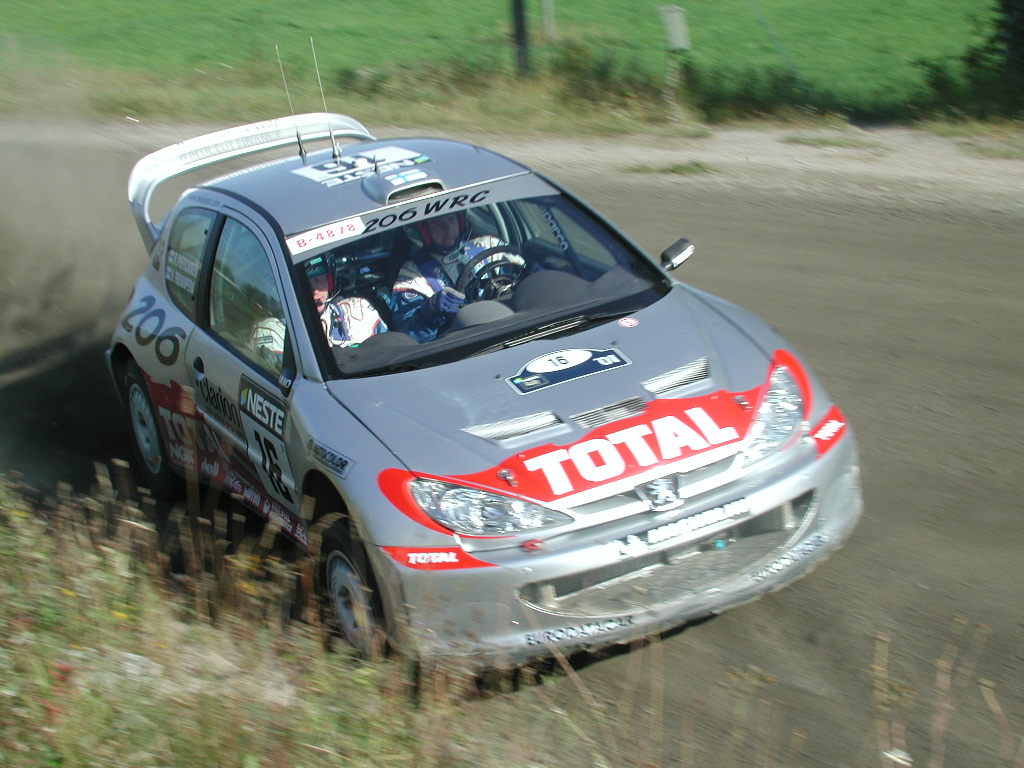
Харрі Рованпера управляє автомобілем Peugeot 206 WRC на Ралі Фінляндії. Серпень 2001 року

У заводській команді Peugeot, яка завоювала в попередньому сезоні чемпіонські титули в особистому та командному заліках, Рованпера відводилася другорядна роль фахівця з етапами зі сніговим і гравійним покриттям. Дебютна гонка в складі «французьких левів» принесла йому довгоочікуваний і заслужений тріумф — у лютому 2001 року 34-річний Рованпера і його постійний штурман, Рісто Пиетиляйнен, виграли сніжно-льодове Ралі Швеції, здобувши тим самим свою першу (і єдину) перемогу на етапах чемпіонату світу. Протягом сезону Харрі ще чотири рази фінішував у призовій трійці і, набравши в загальній складності 36 очок (стільки ж, скільки і лідер команди — Маркус Гронхольм), завершив чемпіонат на 5-му рядку особистого заліку — всього на вісім очок позаду британця Річарда Бернса, який завоював титул.
У грудні 2001 року Рованпера став переможцем традиційної Гонки чемпіонів, яка проводиться в той час на острові Гран-Канарія. У фіналі він виграв у німця Арміна Шварца з рахунком 2:1 (два заїзди проходили на ралійних автомобілях SEAT Córdoba WRC, а один — на ралі-кросової версії Saab 9-3 4x4). На більш ранніх стадіях змагання здобув перемогу над бельгійцем Франсуа Дювалем (півфіналі) і своїм співвітчизником Маркусом Гронхольмом (чвертьфіналі). За свою перемогу в особистому заліку був нагороджений титулом «Чемпіон чемпіонів» і Пам'ятним трофеєм Хенрі Тойвонена.
За винятком Ралі Кіпру, на якому Рованпера зайняв 2-ге місце услід за Петтером Сольбергом, сезон-2003 був сповнений невдач — у п'яти з дев'яти проведених гонок він сходив з дистанції і в підсумку закінчив чемпіонат за межами першої десятки пілотів. У листопаді керівництво «французьких левів» оголосило про розірвання контракту з фінським спортсменом.
До моменту початку наступного чемпіонату у Рованпера не було угоди ні з однією з команд. У лютому 2004 року колектив Peugeot, однак, знову закликав його під свої прапори, і він виступив за кермом Peugeot 307 WRC на 11 гравійних етапах. Незважаючи на те, що на новому автомобілі, створеному на базі купе-кабріолета 307 CC, неодноразово відбувалися технічні неполадки (особливо часто виходили з ладу гідропідсилювач керма і коробка передач), Харрі вдалося продемонструвати ряд високих результатів і завершити сезон на 8-й позиції. У грудні Рованпера перейшов в заводську команду Mitsubishi, де йому була відведена роль лідера і надана можливість проїхати всі 16 етапів.

#### 2005—2006: Mitsubishi і Škoda

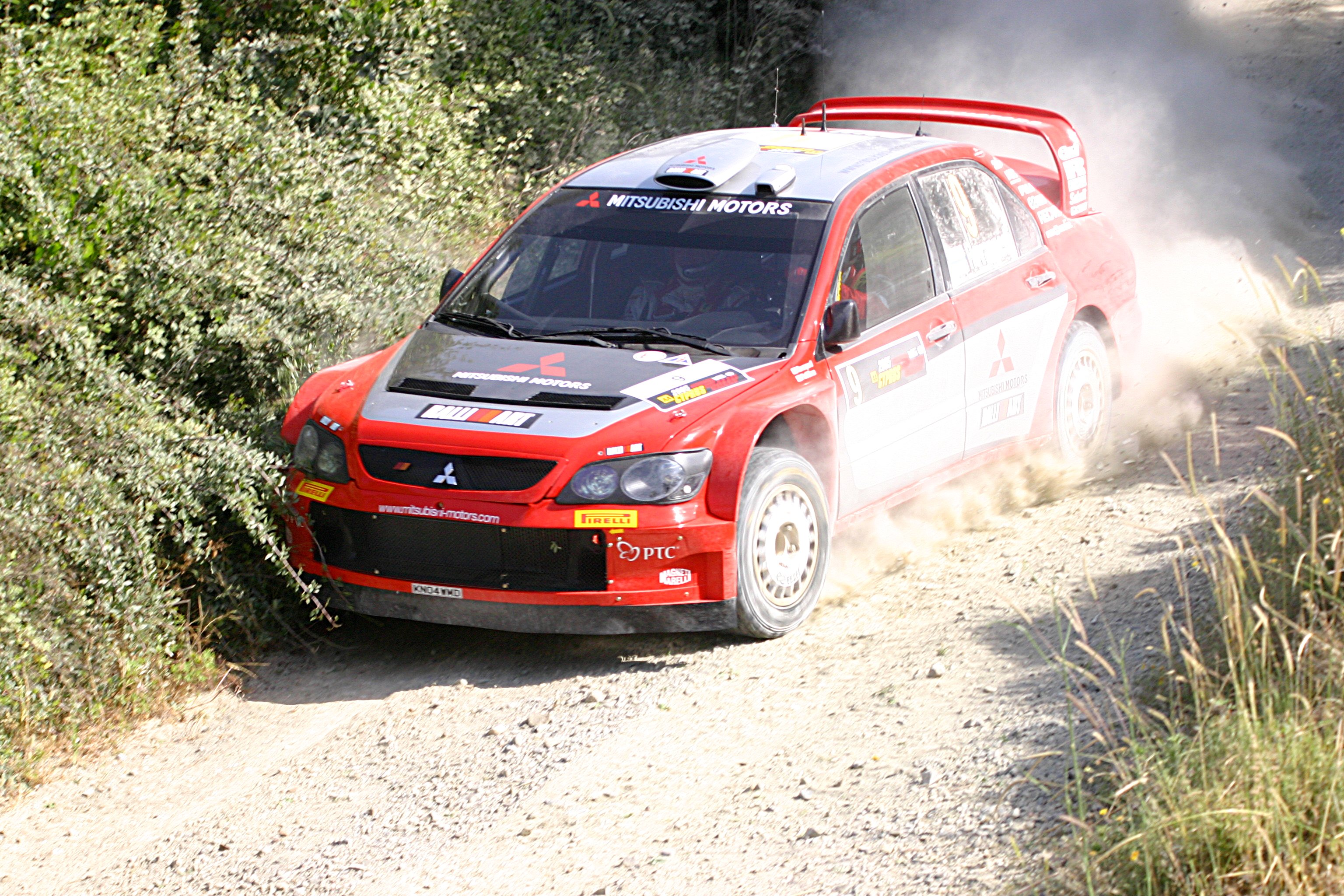
Mitsubishi Lancer WRC 05 під управлінням Харрі Рованпера під час Ралі Кіпру. Травень 2005 року

Протягом всього сезону-2005 Рованпера, будучи першим номером «Трьох діамантів», виступав досить стабільно — у 14 з 16 гонок він доїжджав до фінішу, в десяти з них набирав очки і за підсумками чемпіонату розмістився на 7-му рядку особистого заліку. В середині грудня команда Mitsubishi покинула чемпіонат світу ,і Рованпера тимчасово залишився без роботи.
Пропустивши початок сезону-2006, Харрі повернувся в світову першість в останніх числах березня. Підписавши контракт з напівзаводською командою Red Bull Škoda, фінський гонщик проїхав шість європейських етапів. Сезон видався відверто слабким — на абсолютно неконкурентноздатному автомобілі Škoda Fabia WRC Рованпера зазвичай фінішував у другій десятці і не зміг набрати жодного залікового очка. Після 2006 року він більше не брав участь в чемпіонаті світу з ралі.

### Після чемпіонату світу з ралі
У 2007 році Харрі Рованпера брав участь у чемпіонаті Фінляндії з ралі-кросу. Протягом сезону він виступав на двох різних автомобілях Ford Focus і Volvo S40. На обох машинах часто виникали технічні несправності, які перешкоджали показати гідний результат.
Згодом Рованпера також попробував свої сили в перегонах по бездоріжжю, виступивши на кількох ралі-рейдах в Мексиці і США.
У 2013 році на запрошення латвійської команди RE Autoclub Рованпера взяв участь у першому етапі чемпіонату Росії з ралі-рейдів — бахі «Північний ліс», що пройшла 15-16 лютого в Ленінградській області. Харрі керував позашляховиком Mitsubishi Pajero L2 і зайняв 9-те місце в загальному заліку.

## Результати виступів у чемпіонаті світу з ралі
| Рік  | Команда                        | Автомобіль               | 1        | 2        | 3        | 4        | 5        | 6        | 7        | 8        | 9        | 10     | 11     | 12       | 13       | 14       | 15     | 16    | Місце | Очки |
| ---- | ------------------------------ | ------------------------ | -------- | -------- | -------- | -------- | -------- | -------- | -------- | -------- | -------- | ------ | ------ | -------- | -------- | -------- | ------ | ----- | ----- | ---- |
| 1993 | 1000 Lakes Rally               | Opel Manta 2.0E          | МОН      | ШВЕ      | ПОР      | КЕН      | ФРА      | ГРИ      | АРГ      | НОЗ      | ФИН Сход | АВС    | ИТА    | ИСП      | ВЕЛ      | —        | 0      |       |       |      |
| 1994 | Harri Rovanperä                | Mitsubishi Galant VR-4   | МОН      | ПОР      | КЕН      | ФРА      | ГРИ      | АРГ      | НОЗ      | ФИН 12   | ИТА      | ВЕЛ    | —      | 0        |          |          |        |       |       |      |
| 1996 | Promoracing E.S.T.B.           | Ford Escort RS Cosworth  | ШВЕ      | КЕН      | ИНЗ      | ГРИ      | АРГ      | ФИН Сход | АВС      | ИТА      | ИСП      | —      | 0      |          |          |          |        |       |       |      |
| 1997 | SEAT Sport                     | SEAT Ibiza GTI 16V       | МОН 14   | ШВЕ      | КЕН      | ПОР Сход | ИСП Сход | ФРА      | АРГ 8    | ГРИ      | НОЗ Сход | ФИН 10 | ИНЗ 7  | ИТА 10   | АВС 10   | ВЕЛ 9    | —      | 0     |       |      |
| 1998 | SEAT Sport                     | SEAT Ibiza GTI 16V       | МОН 11   | ШВЕ Сход | 15       | 3        |          |          |          |          |          |        |        |          |          |          |        |       |       |      |
| 1998 | SEAT Sport                     | SEAT Ibiza GTI 16V Evo 2 | КЕН 5    | ПОР Сход | 15       | 3        | ИСП Сход | ФРА      | АРГ Сход | ГРИ 15   | НОЗ 13   |        |        |          |          |          |        |       |       |      |
| 1998 | SEAT Sport                     | Seat Córdoba WRC         | ФИН 11   | ИТА Сход | 15       | 3        | АВС 11   | ВЕЛ 6    |          |          |          |        |        |          |          |          |        |       |       |      |
| 1999 | SEAT Sport                     | SEAT Córdoba WRC         | МОН 7    | ШВЕ 16   | КЕН 6    | ПОР Сход | ИСП 14   | ФРА 13   | АРГ Сход | ГРИ Сход | НОЗ Сход | 9      | 10     |          |          |          |        |       |       |      |
| 1999 | SEAT Sport                     | SEAT Córdoba WRC Evo2    | ФИН 5    | КИТ 5    | ИТА 16   | АВС 6    | ВЕЛ 3    |          |          |          |          | 9      | 10     |          |          |          |        |       |       |      |
| 2000 | SEAT Sport                     | SEAT Córdoba WRC Evo2    | МОН      | ШВЕ 12   | КЕН      | 9        | 7        |          |          |          |          |        |        |          |          |          |        |       |       |      |
| 2000 | SEAT Sport                     | SEAT Córdoba WRC Evo3    | ВЕЛ 10   |          |          | 9        | 7        |          |          |          |          |        |        |          |          |          |        |       |       |      |
| 2000 | Harri Rovanperä                | Toyota Corolla WRC       | ПОР 4    | ИСП      | АРГ      | 9        | 7        | ГРИ      | НОЗ      | ФИН 3    | КИП      | ФРА    | ИТА    | АВС      |          |          |        |       |       |      |
| 2001 | Peugeot Total                  | Peugeot 206 WRC          | МОН      | ШВЕ 1    | ПОР Сход | ИСП      | АРГ Сход | КИП Сход | ГРИ 3    | КЕН 2    | ФИН 4    | НОЗ 3  | АВС 4  | ВЕЛ 2    | 5        | 36       |        |       |       |      |
| 2001 | H.F. Grifone                   | Peugeot 206 WRC          | ИТА 11   | ФРА 7    |          |          |          |          |          |          |          |        |        |          | 5        | 36       |        |       |       |      |
| 2002 | Bozian Racing                  | Peugeot 206 WRC          | МОН Сход | ФРА 11   | ИСП 7    | ИТА 9    | 7        | 30       |          |          |          |        |        |          |          |          |        |       |       |      |
| 2002 | Peugeot Total                  | Peugeot 206 WRC          | ШВЕ 2    | КИП 4    | АРГ Сход | ГРИ 4    | 7        | 30       | КЕН 2    | ФИН Сход | ГЕР Сход | НОЗ 2  | АВС 2  | ВЕЛ 7    |          |          |        |       |       |      |
| 2003 | Marlboro Peugeot Total         | Peugeot 206 WRC          | МОН      | ШВЕ Сход | ТУЦ Сход | НОЗ Сход | АРГ 4    | ГРИ 6    | КИП 2    | ГЕР      | ФИН Сход | АВС 7  | ИТА    | ФРА      | ИСП      | ВЕЛ Сход | 11     | 18    |       |      |
| 2004 | Marlboro Peugeot Total         | Peugeot 307 WRC          | МОН      | ШВЕ      | МЕК 10   | НОЗ 5    | КИП ДСК  | ГРИ 3    | ТУЦ Сход | АРГ 5    | ФИН Сход | ГЕР    | ЯПО 6  | ВЕЛ 6    | ИТА Сход | ФРА      | ИСП    | АВС 2 | 8     | 28   |
| 2005 | Mitsubishi Motors Motor Sports | Mitsubishi Lancer WRC 05 | МОН 7    | ШВЕ 4    | МЕК 5    | НОЗ Сход | ИТА Сход | КИП 7    | ТУЦ 10   | ГРИ 6    | АРГ 5    | ФИН 7  | ГЕР 10 | ВЕЛ 4    | ЯПО 5    | ФРА 10   | ИСП 10 | АВС 2 | 7     | 39   |
| 2006 | Red Bull Škoda                 | Škoda Fabia WRC          | МОН      | ШВЕ      | МЕК      | ИСП      | ФРА 12   | АРГ      | ИТА 20   | ГРИ 12   | ГЕР      | ФИН    | ЯПО    | КИП Сход | ТУЦ 11   | НОЗ      | АВС    | ВЕЛ 9 | —     | 0    |

### Список перемог
| # | Сезон | Офіційна назва                   | Штурман           | Автомобіль      |
| - | ----- | -------------------------------- | ----------------- | --------------- |
| 1 | 2001  | 50th International Swedish Rally | Рісто Пиетиляйнен | Peugeot 206 WRC |